# Stenton
Stenton är en ort i Storbritannien.   Den ligger i kommunen East Lothian och riksdelen Skottland, i den centrala delen av landet, 500 km norr om huvudstaden London. Stenton ligger 147 meter över havet och antalet invånare är 200.
Terrängen runt Stenton är platt västerut, men österut är den kuperad. Terrängen runt Stenton sluttar norrut. Runt Stenton är det ganska glesbefolkat, med 31 invånare per kvadratkilometer. Närmaste större samhälle är Haddington, 11,4 km väster om Stenton. Trakten runt Stenton består till största delen av jordbruksmark.